# Катастрофа C-124 в Мозес-Лейке
Катастрофа C-124 в Мозес-Лейке — крупная авиационная катастрофа, произошедшая в субботу 20 декабря 1952 года, когда Douglas C-124A-DL Globemaster II при взлёте разбился на окраине Мозес-Лейка (штат Вашингтон, США), при этом погибли 87 человек (в некоторых источниках число погибших разнится от 86 до 102 человек). Авиакатастрофа являлась крупнейшей в истории человечества до 18 марта 1953 года (когда при катастрофе C-124 в Татикаве погибло 129 человек) и США до 30 июня 1956 года (когда при столкновении над Большим каньоном погибло 128 человек).

## Катастрофа
В конце декабря 1952 года ВВС США организовали операцию «Sleighride» (с англ. — «Катание на санях»), в ходе которой многие ветераны Корейской войны и военнослужащие с северо-западных баз перевозились домой, чтобы встретить Рождество в кругу семьи. Douglas C-124A-DL с заводским номером 43238 и регистрационным 50-0100 в рамках данной операции выполнял перелёт с авиабазы Ларсон, что в городе Мозес-Лейк, до авиабазы Келли, что в городе Сан-Антонио. Экипаж из 18-го воздушного отряда 7-й транспортной эскадрильи 62-й армии базировался на авиабазе Ларсон и состоял из 10 человек. Командиром экипажа был 1-й лейтенант Уильям Норберт О’Коннелл (англ. William Norbert O'Connell), имевший общий налёт 2775 часов, в том числе 1633 часа в должности командира. Обязанности второго лётчика исполнял 1-й лейтенант Роберт Вернон Мапл (англ. Robert Vernon Maple), имевший 2007 лётных часов, в том числе 1133 часа в должности командира экипажа. Всего на борту находились 105 пассажиров. Небо в это время было затянуто облаками и только начал идти небольшой снег, видимость составляла 2 мили.
По воспоминаниям выживших пассажиров, от начала руления до получения разрешения на взлёт прошло около 45 минут. Затем в примерно в 18:30 местного времени (по другим данным события происходили ранним утром) Дуглас нормально взлетел с авиабазы Ларсон. Однако едва он поднялся в воздух, как его начало раскачивать из стороны в сторону. Поднявшись ориентировочно на 75—100 футов (23—30 метров), самолёт завалился на левую сторону и врезался левым краем крыла в землю, после чего разрушился в трёх с половиной милях от торца полосы. Десятки тысяч фунтов авиакеросина вспыхнули, вызвав пожар. Выживших отвозили в военный госпиталь авиабазы, для помощи больным 81 доброволец сдал кровь. Одним из выживших на месте падения был бортинженер Уинделл Бертон (англ. Wendell L. Burton), которого следователи успели расспросить, прежде чем он умер от полученных ран. Точное число поначалу было неизвестным, сообщалось сперва, что на самолёте были 132 человека, затем 134, 130 и так далее. После уточнения было определено, что всего на борту находились 115 человек, из которых выжили 27, а 87 погибли. На момент событий катастрофа в Мозес-Лейк была крупнейшей авиационной катастрофой в мире, пока через полгода её не обошла катастрофа другого C-124 в Татикаве (129 погибших). Крупнейшей авиационной катастрофой на территории США она перестала быть в 1956 году, после того, как её превзошло столкновение над Большим каньоном (126 погибших).

## Причины
Перед смертью бортинженер сказал, что карта проверок перед взлётом была выполнена в полном объёме. Выживший стажёр бортинженера также подтвердил, что все проверки перед взлётом были выполнены, хотя на вопрос, кто разблокировал рули, тот ответил, что пилоты, хотя это должен был делать бортинженер. После ряда проверок следователи всё же пришли к выводу, что рули высоты и направления на самом деле были застопорены, причём лётчики могли ошибочно считать, что те разблокированы.

## Последствия
После катастрофы в Мозес-Лейк механизм стопорения рулей был доработан. В память о катастрофе в аэропорту Грант-Каунти (бывшая авиабаза Ларсон) ныне установлен мемориал.